# HANA (ガールズグループ)
HANA（ハナ）は、日本の7人組ガールズグループ。BMSG傘下のB-RAVE所属。BMSG主催のオーディション番組『No No Girls』から誕生。公式ファンネームはHONEYs（ハニーズ）

## 概要
ちゃんみながプロデューサー、SKY-HIがエグゼクティブプロデューサーとなって始動したガールズグループオーディション番組『No No Girls』から誕生。
グループ名には、「頑張って咲いた花、トゲがあっても美しくて華やかに咲いていた花、水をやってあげないと死んでしまう繊細なそれでも頑張って生きようとする花。」という意味が込められている。なお、当グループのアクセントとしては、植物の｢花｣と同じ発音である。

## 略歴

### 2024年
- 10月4・6日、オーディション番組『No No Girls』がYouTube及びHuluにて配信開始[6]。7,000人から選ばれた2次審査通過者30名のプロフィールを公開[7]。

### 2025年
- 1月11日、最終審査『No No Girls THE FINAL』がKアリーナ横浜で開催され、グループ名及びデビューする7名を発表[3][4][8]。
- 1月12日、ファンクラブ「HANA Official Fan Club」がプレオープン[9]。
- 1月19日、『シューイチ』に生出演し、テレビ初パフォーマンス[10]。
- 1月31日、プレデビュー曲「Drop」をB-RAVE/Bullmoose Recordsより配信リリース[11][12]。また、同日にYouTubeで初の生配信を行った[13]。生配信内にてファンネーム案の募集を開始[14]。
- 2月9日、「Drop」のミュージックビデオが公開。再生回数が半日で100万回を超え[15]、10日で500万回以上再生された[16]。また、YouTube急上昇ランク1位を獲得している[17]。
- 4月2日、デビューシングル「ROSE」の配信リリース及びミュージックビデオが公開[18]。また、同月23日にはCDリリース[19]。このシングルのリリースを持ってメジャーデビューを飾る。
- 4月3日、初の地上波冠番組「HANA-CHANnel」が放送スタート[20]。
- 4月9日
  - 「ROSE」がオリコン週間ストリーミングランキングで初登場1位を獲得[21]。
  - 「ROSE」がBillboard JAPAN 総合ソング・チャート“JAPAN HOT 100”で初登場1位を獲得[22]。
- 5月12日、公式ファンネームが「HONEYs（ハニーズ）」に決定[2]。
- 5月29日、ASEA2025にてTHE BEST NEW ARTIST受賞[23]。
- 6月9日、「Burning Flower」を配信リリース[24]。自身初のオリコンデジタルランキング2冠を達成[注 1][25]。
- 6月27日、「ROSE」が、「オリコン週間ストリーミングランキング」で自身初の1億回再生を突破。女性アーティストの今年度配信楽曲では、最速で突破[26]。
- 7月9日、「ROSE」がBillboard JAPANチャートにおけるストリーミングの累計再生回数1億回を、国内ダンス＆ボーカルグループとしては最速の14週で突破した。また、2025年リリースのダンス＆ボーカルグループの楽曲としても初の1億回突破となった[27]。
- 7月11日、「オリコン上半期ランキング2025」アーティスト別セールス部門の「新人ランキング」でHANAが1位を獲得[28]。
- 7月14日、2ndシングル「Blue Jeans」を配信リリース。また、同月16日にはCDリリース[29]。
- 8月1日 - 20日、1stファンミーティング「HANA with HONEYs」を全4会場で計11公演開催[30]。

### 2026年
- 3月7日 - 7月20日、初の全国ホールツアーを全17都市で全25公演開催予定[31]。

## メンバー
| 名前          | 本名                            | 生年月日              | 出生地/出身地                                 | 備考 |
| ------------- | ------------------------------- | --------------------- | --------------------------------------------- | --- |
| CHIKA チカ    | 他力 千佳 （たりき ちか）       | 2004年8月31日（20歳） | 日本 福岡県                                   | M∞NSTER AUDITION元候補生 XGALX元練習生                                                                              |
| NAOKO ナオコ  | 藤井 直子 （ふじい なおこ）     | 2005年8月23日（19歳） | タイ バンコク（出生地） 日本 大阪府（出身地） | エイベックス・アーティストアカデミー受講生 エイベックス・ダンスマスター受講生 出生地はタイで5歳のときに日本に移住。 |
| JISOO ジス    | 이지수 （イ・ジス）             | 2000年9月8日（24歳）  | 韓国 仁川広域市                               | YG Entertainment元練習生                                                                                            |
| YURI ユリ     | 不明                            | 2006年8月24日（18歳） | 日本 東京都                                   | フィリピンにルーツをもつ。 母がマニラ出身のフィリピンハーフ。                                                       |
| MOMOKA モモカ | 髙畠 百加 （たかばたけ ももか） | 2004年4月27日（21歳） | 日本 東京都                                   | PRODUCE 101 JAPAN THE GIRLS元練習生                                                                                 |
| KOHARU コハル | 井埜 心晴 （いの こはる）       | 2005年10月9日（19歳） | 日本 埼玉県                                   | |
| MAHINA マヒナ | 不明                            | 2009年3月25日（16歳） | 日本 東京都                                   | |

## ディスコグラフィ

### シングル

#### CDシングル
|     | 発売日        | タイトル   | 収録曲                          | 販売形態      | 規格品番          | オリコン順位（合算シングル） | Billboard JAPAN（Hot100） | 初収録アルバム |
| --- | ------------- | ---------- | ------------------------------- | ------------- | ----------------- | ---------------------------- | ------------------------- | -------------- |
| 1st | 2025年4月23日 | ROSE       | 1. ROSE 2. Drop 3. Tiger        | CD+Blu-ray CD | SRCL-13300〜13307 | 2位                          | 1位                       |                |
| 2nd | 2025年7月16日 | Blue Jeans | 1. Blue Jeans 2. Burning Flower | CD+Blu-ray CD | SRCL-13350〜13354 | 1位                          | 1位                       |                |

#### 配信シングル
| 配信日        | タイトル       | 備考                                                                          | オリコン順位 （デジタルシングル） | Billboard JAPAN（Hot100） |
| ------------- | -------------- | ----------------------------------------------------------------------------- | --------------------------------- | ------------------------- |
| 2025年1月31日 | Drop           | プレデビュー曲。最終審査「No No Girls THE FINAL」のチーム審査にて使用された。 | 6位                               | 13位                      |
| 2025年4月2日  | ROSE           | HANAのメジャーデビュー曲。                                                    | 2位                               | 1位                       |
| 2025年6月9日  | Burning Flower |                                                                               | 1位                               | 2位                       |
| 2025年7月14日 | Blue Jeans     | 2ndシングルより先行配信。                                                     | 1位                               | 1位                       |

### ミュージックビデオ
| 公開日 | 公開日  | タイトル       | リンク     |
| 年     | 月日    | タイトル       | リンク     |
| ------ | ------- | -------------- | ---------- |
| 2025年 | 2月9日  | Drop           | [ 動画 1 ] |
| 2025年 | 4月2日  | ROSE           | [ 動画 2 ] |
| 2025年 | 6月9日  | Burning Flower | [ 動画 3 ] |
| 2025年 | 7月14日 | Blue Jeans     | [ 動画 4 ] |

## ライブ・イベント

### ファンミーティング
| 年     | 公演名           | 月日          | 会場                                         |
| ------ | ---------------- | ------------- | -------------------------------------------- |
| 2025年 | HANA with HONEYs | 8月1日        | Niterra日本特殊陶業市民会館 フォレストホール |
| 2025年 | HANA with HONEYs | 8月7日・8日   | オリックス劇場                               |
| 2025年 | HANA with HONEYs | 8月11日・12日 | 福岡国際会議場メインホール                   |
| 2025年 | HANA with HONEYs | 8月19日・20日 | ぴあアリーナMM                               |

### イベント・フェス
| 日程   | 日程     | イベント名                                                  | 会場                             |
| ------ | -------- | ----------------------------------------------------------- | -------------------------------- |
| 2025年 | 3月1日   | 第40回 マイナビ 東京ガールズコレクション 2025 SPRING/SUMMER | 国立代々木競技場 第一体育館      |
| 2025年 | 3月19日  | MTV VMAJ Pre-Show                                           | Kアリーナ横浜                    |
| 2025年 | 3月23日  | HANA デビュー直前イベント                                   | グランキューブ大阪 メインホール  |
| 2025年 | 3月31日  | HANA デビュー直前イベント                                   | 大宮ソニックシティ 大ホール      |
| 2025年 | 4月6日   | CENTRAL MUSIC & ENTERTAINMENT FESTIVAL 2025                 | Kアリーナ横浜                    |
| 2025年 | 4月12日  | DayDay. SUPER LIVE 2025                                     | ぴあアリーナMM                   |
| 2025年 | 4月19日  | CENTRAL MUSIC & ENTERTAINMENT FESTIVAL 2025 in Taipei       | 台北 Zepp New Taipei             |
| 2025年 | 5月3日   | VIVA LA ROCK 2025                                           | さいたまスーパーアリーナ         |
| 2025年 | 5月5日   | JAPAN JAM 2025                                              | 千葉市蘇我スポーツ公園           |
| 2025年 | 8月16日  | SUMMER SONIC 2025                                           | ZOZOマリンスタジアム＆幕張メッセ |
| 2025年 | 8月17日  | SUMMER SONIC 2025                                           | 万博記念公園                     |
| 2025年 | 9月6日   | WANIMA presents 1CHANCE FESTIVAL 2025                       | 熊本県農業公園カントリーパーク   |
| 2025年 | 9月13日  | ROCK IN JAPAN FESTIVAL 2025                                 | 千葉市蘇我スポーツ公園           |
| 2025年 | 9月27日  | BMSG FES'25                                                 | お台場BMSG FES特設会場           |
| 2025年 | 9月28日  | BMSG FES'25                                                 | お台場BMSG FES特設会場           |
| 2025年 | 10月12日 | ZOZOFES                                                     | Kアリーナ横浜                    |

## 出演

### テレビ番組

#### レギュラー番組
- HANA-CHANnel（2025年4月2日‐6月18日、日本テレビ）[20]

#### 音楽特番
- ミュージックステーション（テレビ朝日）
  - ミュージックステーション 2時間スペシャル（2025年4月11日）[56]
  - ミュージックステーション SUPER SUMMER FES 2025（2025年7月18日）[57]
- CDTVライブ!ライブ! 4時間スペシャル（2025年4月7日、TBS）[58]
- 2025 FNS歌謡祭 夏（2025年7月2日、フジテレビ）[59]
- THE MUSIC DAY 2025（2025年7月5日、日本テレビ）[60]
- テレ東音楽祭2025〜夏〜（2025年7月9日、テレビ東京）[61]
- 音楽の日2025（2025年7月19日、TBS）[62]

### CM・広告
- 大塚製薬 ボディメンテ「THE DAY. オーディション」篇（2025年2月15日 - ）[63]
- ウェンズデー シーズン2（2025年8月7日 - ） - ジャパンスペシャルアンバサダー[64]

## 受賞歴
| 年   | 授賞式                                                           | 賞                         | 出典   |
| ---- | ---------------------------------------------------------------- | -------------------------- | ------ |
| 2025 | ASIA STAR ENTERTAINER AWARDS 2025 in JAPAN Presented by ZOZOTOWN | 新人賞/THE BEST NEW ARTIST | [ 23 ] |